# 6444 Ryuzin
A 6444 Ryuzin egy marsközeli kisbolygó. Szuzuki Kenzó és Urata Takesi fedezte fel 1989. november 20-án.